# Evženie Grandetová (film, 1966)
Evženie Grandetová je české televizní drama režisérky Věry Jordánové z roku 1966, které natočila podle stejnojmenné předlohy francouzského spisovatele Honoré de Balzaca.

## Obsazení
| Blanka Bohdanová  | Evženie Grandetová    |
| Ota Sklenčka      | vinař Grandet         |
| Blanka Waleská    | Grandetová            |
| Josef Mráz        | abbé Cruchot          |
| Miloš Nedbal      | bankéř des Grassins   |
| Josef Langmiler   | soudce de Bonfons     |
| Gustav Nezval     | notář Cruchot         |
| Rudolf Jelínek    | synovec Karel Grandet |
| Jarmila Švabíková | služebná Nanon        |
| Slávka Budínová   | paní des Grassins     |
| Jiří Novotný      | Adolf Grassins        |

## Tvůrci a štáb
| Režie            | Věra Jordánová                                          |
| Předloha         | Honoré de Balzac (stejnojmenný román)                   |
| Scénář           | Ladislav Daneš                                          |
| Hlavní kameraman | František Němec                                         |
| Vedoucí výroby   | Marie Helclová                                          |
| Hudba            | Vadim Petrov                                            |
| Nahrál           | Filmový symfonický orchestr                             |
| Dirigent         | Jiří Váchal                                             |
| Architekt        | Karel Lier                                              |
| Návrhy kostýmů   | Lída Novotná                                            |
| Masky            | Jitka Pazderová                                         |
| Střih            | Věra Štěpánková                                         |
| Zvuk             | Jaroslav Janda                                          |
| Asistent režie   | Mája Šulcová                                            |
| Kameramani       | Milan Dostál, Josef Veselý, Bedřich Steiner, Petr Mareš |